# Condado de Artaza

Escudo de Vitoria, municipio al que pertenece actualmente la localidad de Artaza.

El condado de Artaza es un título nobiliario español creado el 10 de julio de 1906 por el Rey Alfonso XIII a favor de Julián de Olivares y Ballivián, diputado a Cortes, gobernador civil en varias provincias, mayordomo de semana del rey, etc., en recuerdo a las hazañas de su abuelo, en las guerras carlistas defendiendo la causa de la reina Isabel II, que falleció en el puente de Peña Gorbea, en la batalla de Artaza (1835), en la provincia de Álava.
Su denominación hace referencia a la pequeña localidad de Artaza, provincia de Álava, a pocos kilómetros de Vitoria, municipio al que pertenece.

## Condes de Artaza
|                           | Titular                                         | Periodo                   |
| Creación por Alfonso XIII | Creación por Alfonso XIII                       | Creación por Alfonso XIII |
| ------------------------- | ----------------------------------------------- | ------------------------- |
| I                         | Julián de Olivares y Ballivián                  | 1906-1931                 |
| II                        | Luis de Olivares y Bruguera                     | 1953-1982                 |
| III                       | Alfonsa de Olivares y Gómez-Barzanallana        | 1983-2009                 |
| IV                        | María Cristina de Olivares y Gómez-Barzanallana | 2010-2014                 |
| V                         | María del Carmen Hidalgo Olivares               | 2015-2015                 |
| VI                        | María del Carmen Borrero Hidalgo                | 2015-2019                 |
| VII                       | María del Carmen Frühbeck Borrero               | 2019-actual titular       |

## Historia de los condes de Artaza
- Julián de Olivares y Ballivián (fallecido en 1931), I conde de Artaza, Mayordomo de semana del rey Alfonso XIII; Su hijo, José Manuel de Olivares y Bruguera, fue, (por expreso deseo de Luciano Murrieta y García Lemoine, I marqués de Murrieta), el II marqués de Murrieta.

1. Casó con Carmen Bruguera y Molinuevo. Le sucedió, en 1953 su hijo:

- Luis de Olivares y Bruguera, II conde de Artaza, IV marqués de Murrieta.

1. Casó con Margarita Carulla Rico. Le sucedió, en 1983, su sobrina:

- Alfonsa de Olivares y Gómez-Barzanallana (fallecido en 2009), III condesa de Artaza, VI marquesa de Barzanallana. Sin descendientes. Le sucedió, en 2010, su hermana

- María Cristina de Olivares y Gómez-Barzanallana (1936-2014), IV condesa de Artaza, VII marquesa de Barzanallana, V marquesa de Murrieta.

1. Casó con Guillermo Serra Vázquez. Le sucedió su prima:

- María del Carmen Hidalgo Olivares, V condesa de Artaza, IV marquesa de Pardo de Figueroa, VI marquesa de Negrón, condesa de casa Sarriá. Le sucedió, por distribución su hija:

- María del Carmen Borrero Hidalgo, VI condesa de Artaza y V marquesa de Pardo de Figueroa. Le sucedió, por distribución su hija:

- María del Carmen Frühbeck Borrero, VII condesa de Artaza.[2]